# Benicarló

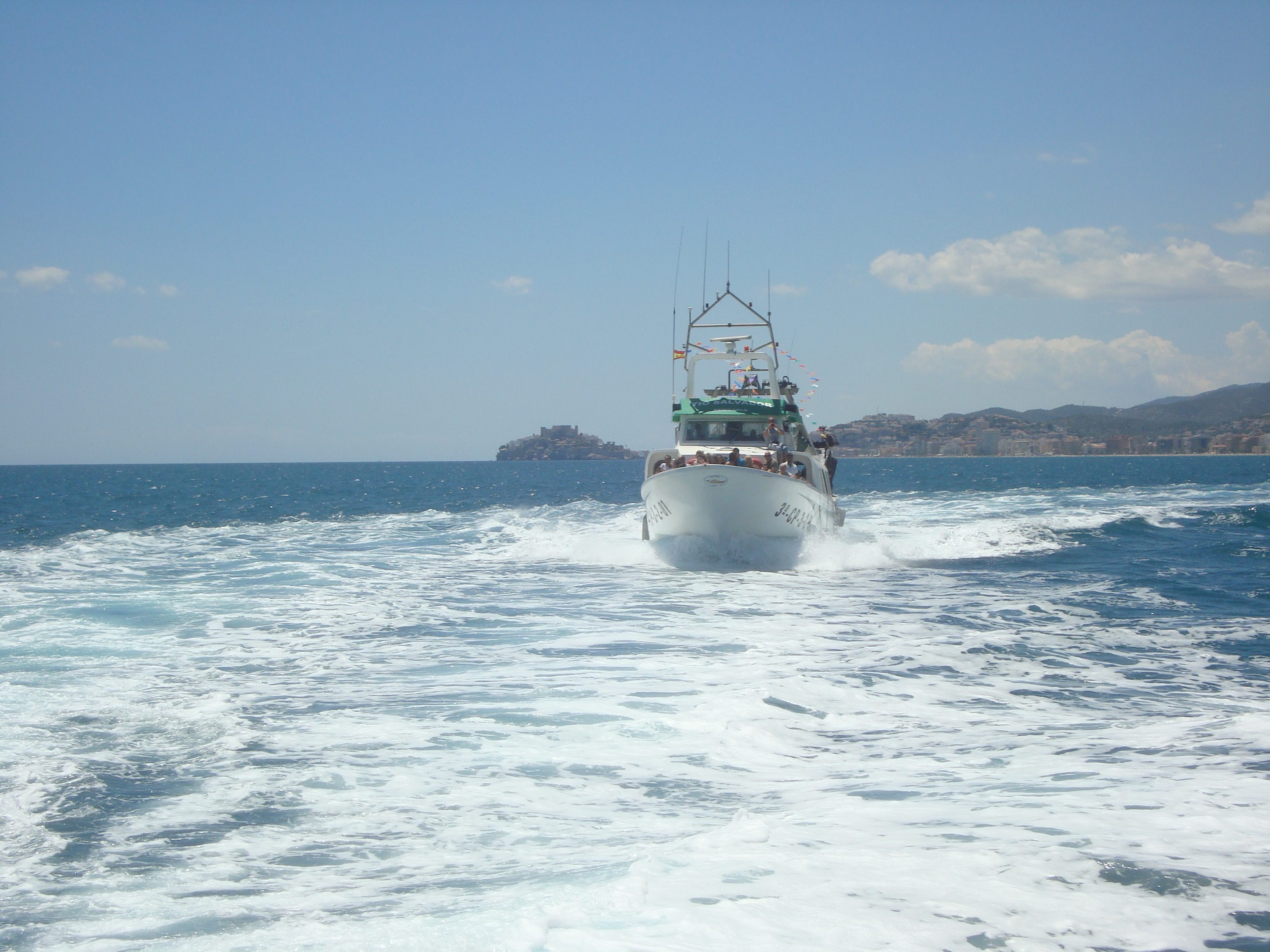
Mar Mediterráneo de Benicarló y Peñiscola

Benicarló è un comune spagnolo di 25 248 abitanti appartenente alla comunità autonoma Valenciana e situato sul Mediterraneo.

## Geografia
Negli ultimi decenni la città si è estesa lungo il mare, fino a congiungersi con il celebre borgo medievale di Peñíscola, situato 8 km più a sud, venendo a formare con esso un'unica agglomerazione urbana.

## Altri progetti

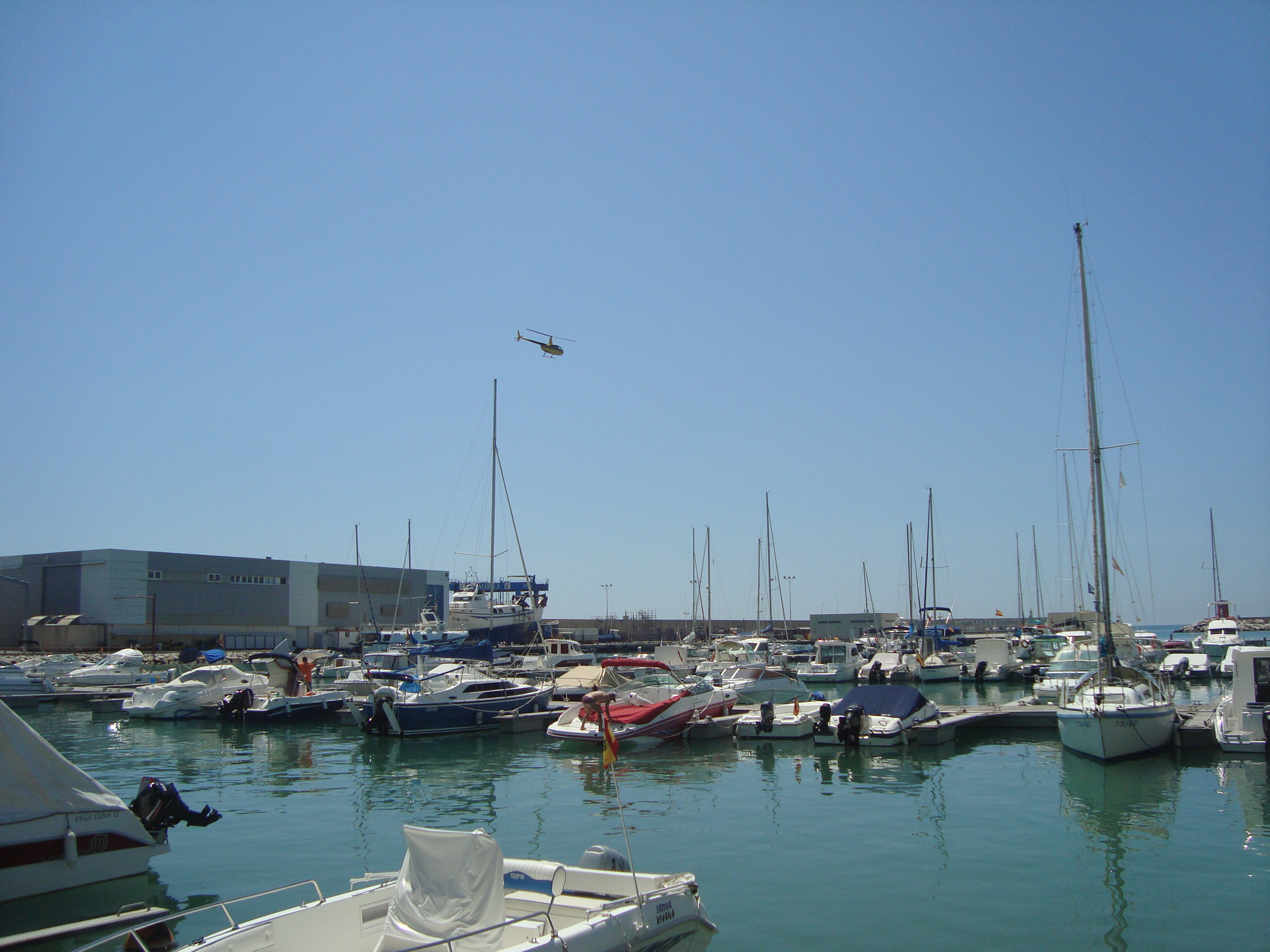
Puerto Deportivo Marina Benicarló

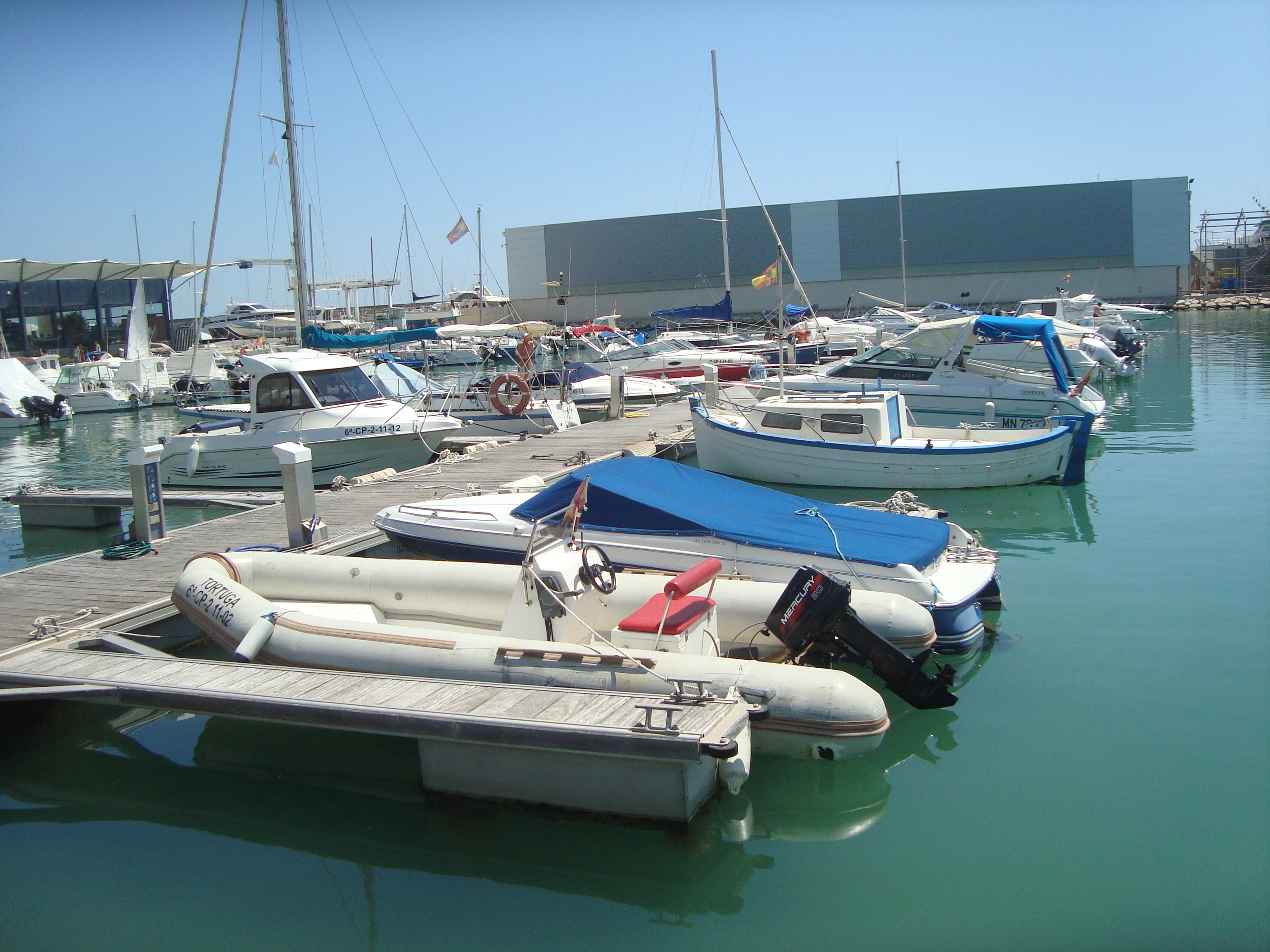
Puerto deportivo Marina Benicarló

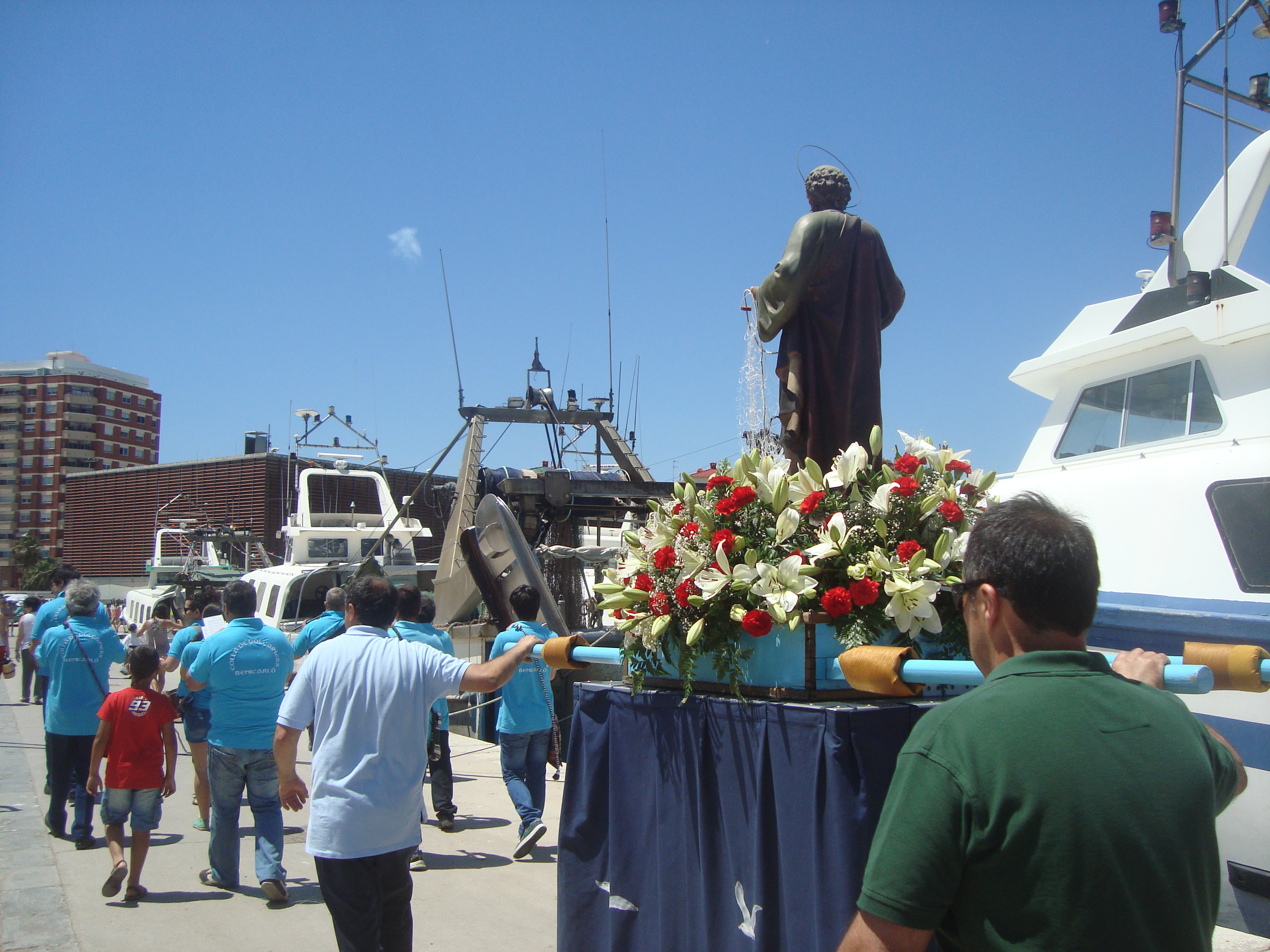
Romería marinera de San Pedro 2014, Cofradía de Pescadores San Telmo de Benicarló

## Amministrazione

### Gemellaggi
- Ladispoli
- Cupello